# Tadarida aegyptiaca
Tadarida aegyptiaca (Тадари́да єги́петська) — вид кажанів родини молосових.

## Морфологічні характеристики
Вид статево диморфний. Вага самців: 11.0–20.0 г, вага самиць: 13.8–20.5 г, розмах крил ≈35.4 см, довжина тіла: 104–120 мм, довжина хвоста 41–46 мм, довжина передпліччя 47–56 мм. Морда довга. Вуха дуже великі (довжина від 18 до 23 мм) й направлені вперед. Ці кажани мають сірувато-коричневе спинне хутро, з особливо темними областями на задній частині голови та спини. Тільки T. aegyptiaca й T. brasiliensis мають чітке відокремлення вух.

## Середовище проживання
Знайдений по всій Африці, на Аравійському півострові й до Індії, Шрі-Ланки та Бангладешу. Висота проживання від рівня моря до 2100 м над рівнем моря. Цей вид зустрічається в різних типах середовища проживання від посушливих районів до вологих пагорбів і долин.

## Стиль життя
Лаштує сідала у тріщинах печер, скель, великих валунів, вузьких просторах між колонами, щілинах у старих будівлях, храмах і фортецях, від невеликих груп з 2 або 3 осіб до сотні і тисячі осіб. Живиться жуками, молями, прямокрилими, осами, літаючими термітами, мухами, гусеницями, павуками та іншими великими комахами. T. aegyptiaca становить невелику частину раціону сов. Молодь на сідалах може стати здобиччю змій. Бракує даних для цього виду, але тривалість життя молосових в середньому становить десять років, ± 3 роки.